# يب شينغ
يب شينغ هو معلم كونغ فو وينج تشون صيني ولد في فوشان سنة 1936، وهو ابن ايب مان وأخ ييب تشون. تدرب على يد أبيه، وكان أحد خمسة معلمي وينج تشون تدربو على يد ايب مان حتى تاريخ وفاته.

## روابط خارجية
- يب شينغ على موقع IMDb (الإنجليزية)